# 弥勒五论
弥勒五论，佛教中相传由弥勒菩萨所作的五部论典，汉传佛教与藏传佛教的说法不同。
依汉传佛教，这五部论是《瑜伽师地论》རྣལ་འབྱོར་སྤྱོད་པའི་ས།、《大乘庄严经论颂》མདོ་སྡེ་རྒྱན།、《分别瑜伽论》、《金刚般若波罗蜜多经论颂》、《辨中边论颂》
依藏传佛教，这五部论是《辨法法性論》、《辨中边论颂》、《究竟一乘宝性论》、《现观庄严论》、《大乘庄严经论颂》